# Víctor Ruiz Albéniz
Víctor Ruiz Albéniz (Mayagüez, Porto Rico, 1885 - Madrid, 1954) est un médecin, journaliste, essayiste et écrivain espagnol.
Orphelin dès son plus jeune âge, neveu du compositeur Isaac Albéniz, Ruiz Albéniz fit des études de médecine à Madrid, et fut ensuite embauché comme médecin par une compagnie minière opérant dans le nord-est du Maroc, non loin de Nador. Parallèlement, il collabora à des journaux madrilènes (au premier chef desquels Diario Universal et Informaciones), pour faire bientôt du journalisme son activité principale. Comme correspondant de guerre, il couvrit, par le biais de milliers d’articles, mais aussi par plusieurs ouvrages, les opérations militaires menées par l’Espagne au Maroc de 1909 à 1922, en particulier la guerre du Rif et la débâcle d’Anoual, s’efforçant d’exonérer de toute responsabilité dans cette dernière son ami le haut-commissaire Berenguer. Malgré le respect qu’il disait éprouver pour le particularisme rifain, il défendit les militaires dits « africanistes », qui préconisaient la manière forte dans l’instauration de la tutelle espagnole dans le Rif. Lors du coup d’État de 1936, il prit fait et cause pour les insurgés nationalistes et fut chargé d’assurer, pour le compte de l’état-major de Franco, la couverture journalistique et propagandiste des combats de la subséquente guerre civile (1936-1939). Honoré sous le franquisme, il poursuivit inlassablement ses activités de journaliste jusque peu avant sa mort. Polygraphe, il est l’auteur, outre de plusieurs milliers d’articles de presse, de nombreux ouvrages, dont notamment une série de recueils de chroniques narrant, avec des lunettes résolument franquistes, les opérations militaires de la guerre d'Espagne.

## Biographie

### Origines familiales et vie personnelle
Né à Mayagüez, sur l’île de Porto Rico, alors territoire espagnol, Ruiz Albéniz avait pour père le médecin Víctor Ruiz Rojo et pour mère Clementina Albéniz Pascual, inspectrice des études à l’Association pour l’instruction de la femme (en espagnol Asociación para la Enseñanza de la Mujer, sigle A.E.M.) et sœur aînée du compositeur Isaac Albéniz,.
À la mort du père, la mère déménagea à Madrid avec ses deux enfants, Sara et Víctor. C’est dans cette ville que Víctor Ruiz Albéniz fut baptisé en 1886, et qu’il suivit ses premières études, à l’Institution libre d'enseignement, dont il garda un bon souvenir, non seulement des méthodes pédagogiques employées, mais aussi de ses enseignants, comme il l’écrira plus tard dans un article conçu en défense de cette institution.
Enfant précoce, il publia à l’âge de onze ans dans la revue La Avispa de Guadalajara un conte intitulé Rayo de Sol. Après qu’il eut publié d’autres textes dans des revues de Guadalajara, il fut nommé correspondant à Madrid de la section jeunesse du journal La Crónica, de Guadalajara. Ses véritables débuts de journaliste, avec rémunération mensuelle régulière, sont à situer au sein du journal madrilène Diario Universal, où il tenait une rubrique estudiantine.
Tout en poursuivant sa collaboration à Diario Universal, Ruiz Albéniz entreprit des études de médecine, qu’il acheva en 1907. Ayant obtenu, par l’entremise du comte de Romanones, un poste de médecin dans les mines de Beni Bou Ifrour-Ouixane (situées dans le nord-est du Maroc, à une dizaine de kilomètres au sud-sud-ouest de Nador), il s’embarqua en juin 1908 pour Melilla. Grâce à l’amitié qu’il avait nouée avec Bou Hamara el-Roghi, il eut l’autorisation de parcourir tout le territoire et put ainsi se familiariser avec le mode de vie, la manière de penser et la singularité des autochtones, qui le désignaient par le surnom d’El Toubib Arroumi (El Tebib Arrumi, dans la graphie castillane), soit « le médecin chrétien », désignation dont il devait plus tard faire son nom de plume pour ses chroniques de guerre. En avril 1909, il sollicita de son employeur la permission de se rendre à Madrid pour y obtenir son doctorat en médecine. Le même mois, l’état de santé de son oncle Isaac Albéniz se détériorant rapidement, Ruiz Albéniz se rendit à son chevet à Cambo-les-Bains pour un ultime échange émotionnel.
Ruiz Albéniz épousa en 1910 à Madrid Julia Gallardón y Gutiérrez (1902-1977), avec qui il eut sept enfants, dont le professeur José María Ruiz Gallardón et l’homme politique franquiste Rafael Ruiz Gallardón ; il était le grand-père de l’avocat et homme politique (étiqueté Alliance populaire) Alberto Ruiz-Gallardón,,. Julia Gallardón était une amie de l’épouse de l’entrepreneur Juan March. Le couple demeura d’abord à Madrid pendant de longues années, avant de déménager à Salamanque dans les premiers mois de la guerre civile, après la conquête du Pays basque par les troupes nationalistes.
En 1912, Ruiz Albéniz s’était affilié au Parti réformiste, alors nouvellement fondé par Melquiades Álverez, et s’était fait membre la même année de l’Association de la presse de Madrid.
En juin 1930, se rendit à Alger pour prendre part au Congrès sur la colonisation rurale, où il présenta une conférence intitulée « Monographie sur la colonisation rurale au Maroc espagnol », qui sera primée et reprise en traduction française dans un ouvrage collectif.
En novembre 1933, Ruiz Albéniz apporta son concours à la tentative (réussie) d’évasion de Juan March, incarcéré depuis juin 1931 par les nouvelles autorités républicaines pour malversation. Grâce à des complicités dans le personnel pénitentiaire, March réussit à s’échapper de la prison d’Alcalá de Henares et à rejoindre subrepticement Gibraltar en voiture, puis de là, accompagné de Ruiz Albéniz, Marseille en bateau.
Pendant sa période de correspondant de presse au Maroc en 1917, il avait fait la connaissance de Franco, quand celui-ci avait 25 ans. Son fils Alberto était phalangiste, connu sous le surnom d’El Barón et entièrement dévoué à José Antonio Primo de Rivera.

### Parcours professionnel

#### Aperçu
Dans le Maroc espagnol, où il exerçait comme médecin à la Compañía Española de Minas del Rif, il avait, écrivant sous le pseudonyme de El Tebib Arrumi, acquis peu à peu une renommée comme journaliste,. Il couvrait, au titre de correspondant de guerre pour les journaux Diario Universal (dont il deviendra rédacteur en chef et sous-directeur de 1912 à 1924) et Informaciones (qu’il allait diriger de 1924 à 1936), les guerres menées par l’Espagne au Maroc de 1909 à 1922. Il contribua aussi par des articles au journal mélillien El Telegrama del Rif, collabora comme rédacteur à El Liberal (entre 1911 et 1912), à El Debate, à El Liberal de Bilbao et à La Nación de Buenos Aires, et fut directeur de la Hoja del Lunes (organe de la municipalité de Madrid) de 1939 à 1944.
Parallèlement, féru de tauromachie, il pratiqua la critique taurine sous le nom de plume Don Sincero dans les colonnes du même Diario Universal,, et cofonda en 1909 l’Association non lucrative d’entraide mutuelle pour toreros, dont il fut inspecteur médical en chef.
Lors d’une opération chirurgicale, il se fit une coupure accidentelle à la main et dut cesser ses activités de chirurgien.

#### Activité journalistique au Maroc: campagnes de 1909
Ruiz Albéniz se targuait d’avoir vécu « dans l’intérieur du Rif avant tout autre Espagnol »,. Depuis le début des campagnes militaires espagnoles au Maroc, Ruiz Albéniz n’avait cessé de publier des articles dans Diario Universal sur les prémisses, les circonstances et les causes de la guerre. Le 17 août 1909, il s’était transporté à Melilla, à titre de correspondant envoyé par Diario Universal, et participa comme journaliste embarqué aux opérations du colonel Larrea à Kebdana en septembre 1909, puis à l’opération de Tachdirt, embarqué cette fois au sein de l’état-major du général Marina. Revenu en métropole le 5 octobre, il s’attela aussitôt à rédiger son premier livre : La verdad de la guerra. La Campaña del Rif.
En 1910, il accompagna à Melilla le ministre de l’Équipement, Rafael Gasset, et sa commission d’experts, chargés de réaliser des études en vue de faire du Rif une zone de prospérité.
En 1925, il devint rédacteur en chef du journal Informaciones, qui sera son employeur jusqu’au commencement de la guerre civile en juillet 1936. En mai 1925, le journal fut acquis par Juan March, point de départ d’une amitié durable, les deux amis passant souvent leurs vacances conjointement à Saint-Sébastien.

#### Guerre du Rif et bataille d’Anoual
En décembre 1921, Ruiz Albéniz se rendit à Melilla comme correspondant de guerre afin de rendre compte des événements d’Anoual de juillet-août 1921. En mars 1922, il retourna dans le Maroc espagnol, dans la zone occidentale cette fois, pour couvrir les actions militaires qui s’y déroulaient. En juillet 1924, il se rendit pour le compte du journal Diario Universal à Ceuta, Tétouan et dans la zone de Oued Laou.
Pendant la guerre du Rif, il figura comme défenseur de Sanjurjo, de Millán-Astray et, de façon générale, du groupe des militaires dits « africanistes », et glorifiait les militaires tout en flétrissant le gouvernement espagnol.
Outre d’une profusion d’articles de presse, Ruiz Albéniz est l’auteur de plusieurs ouvrages sur la situation marocaine, dont en particulier España en el Rif en 1921 et Las responsabilidades del desastre. Ecce homo en 1922. Dans España en el Rif, il affirme que « dans le nord africain, les mohamétans avaient un esprit de transigeance et de tolérance religieuse que nous aimerions bien voir chez nous, dans notre Espagne civilisée » et signale qu’ils n’étaient « ni religieux, et beaucoup moins encore des fanatiques ». Ce nonobstant, l’islam agissait comme un principe intégrateur, comme source de valeurs partagées ; en effet, bien que « le Rifain ne connaisse que médiocrement le Coran, la loi de celui-ci est sacrée »,. Il dénonça l’incompréhension et le manque de respect des militaires espagnols envers la population autochtone :

« Assurément, la plupart des hauts commandants et officiers de l’armée espagnole considéraient les Rifains comme des êtres inférieurs. Quelques-uns en outre commirent de véritables atrocités contre eux. Par exemple, dans la zone de Larache et Tétouan, sous le commandement du général Manuel Fernández Silvestre, il se produisit une série d’altercations d’une telle gravité contre la population indigène que nombre de militaires firent l’objet d’une instruction judiciaire, encore qu’un décret royal de juillet 1916 ait finalement gracié « les militaires de l’armée d’Afrique ayant commis des délits contre le droit des gens ». »

Ecce Homo est un texte apologétique, où l’auteur absout le haut-commissaire Berenguer de toute responsabilité dans la débâcle militaire espagnole d’Anoual. Après l’événement, et alors qu’une commission d’enquête judiciaire, avec à sa tête Juan Picasso, avait été désignée pour définir les responsabilités, c’est Ruiz Albéniz qui mit son « bon ami » Berenguer au courant des rumeurs qui couraient à Madrid sur son inculpation prochaine,, affirmant qu’il y avait eu une « manœuvre » et qu’un « complot » se tramait contre lui,. En écrivant dans son ouvrage que « le commandant en chef d’une armée en opération [savoir : Berenguer] avait à ses côtés un juge qui était contre lui », Ruiz Albéniz se faisait textuellement l’écho de la complainte formulée peu avant par Berenguer,.
En grand admirateur de Berenguer, Ruiz Albéniz met en évidence que celui-ci « ne s’énervait pas […], ne se démontait pour rien », ce qui suscitait chez beaucoup un sentiment de « désespoir devant la ferme et tenace impassibilité »,. Il souligne que Berenguer « a toujours compris que notre action au Maroc ne pouvait être ni politique ni militaire, mais un mélange pondéré des deux systèmes », et dénonce les entraves à son œuvre qu’ont constitué le souci du gouvernement de ne pas engager de troupes métropolitaines et l’obstruction permanente de la Section du Maroc au ministère des Affaires étrangères,. A contrario, Ruiz Albéniz incrimine le relâchement dans la place forte de Melilla et la personnalité par trop téméraire et impulsive du commandant-général Silvestre.

#### Guerre civile (1936-1939)
Son positionnement « africaniste » lui ayant causé des difficultés sous le gouvernement républicain instauré en 1931, Ruiz Albéniz prit fait et cause pour les insurgés lors du coup d’État de juillet 1936,. Au moment du pronunciamiento, Ruiz Albéniz se trouvait en villégiature, avec une partie de sa famille, dans la station balnéaire de Deva, dans la province de Guipuscoa, tandis qu’Alberto et le fils aîné Víctor, médecin, étaient restés à Madrid. À la faveur d’un malentendu sur son patronyme (les miliciens républicains croyaient que Albéniz était son premier nom de famille), Ruiz Albéniz put rester à Deva jusqu’à l’arrivée des forces nationalistes à la mi-septembre 1936, date à laquelle il se rendit d’abord à Pampelune s’entretenir avec Mola, lequel lui conseilla d’aller à Salamanque pour voir le Caudillo. Ruiz Albéniz fut alors nommé « chroniqueur officiel auprès du quartier-général du Généralissime » et passa toute la guerre civile à parcourir en voiture les différents fronts, d’où il expédia presque quotidiennement ses chroniques, dont il était ensuite fait lecture sur Radio Nacional de España, sous l’intitulé « Crónica del Tebib Arrumi ». Ultérieurement, ces chroniques furent regroupées par lui-même en plusieurs recueils, au nombre de sept,. Le ton grandiloquent de ces chroniques radiophoniques de guerre séduisait particulièrement Franco, qui décerna à Ruiz Albéniz à la fin de la guerre civile la croix du Mérite militaire avec insigne distinctif rouge pour services rendus durant la campagne « de libération ».

#### Années 1940
Ruiz Albéniz fut admis le 9 juin 1943 dans le corps des Chroniqueurs de la ville de Madrid, et allait donc aborder à partir de cette date, dans les colonnes du journal Hoja Oficial del Lunes et sous le pseudonyme de Chispero, des thématiques spécifiquement madrilènes. Parallèlement, il s’adonna à la critique musicale sous la signature de Acorde. Après qu’il eut mis fin à sa collaboration avec la Hoja, il retourna au journal Informaciones.
À partir de 1912, Ruiz Albéniz était membre de l’Association de la presse de Madrid (ou Club de la presse de Madrid) et en assuma la présidence de 1936 à 1943,,.
Il est l’auteur d’un scénario de film, porté à l’écran en 1940 sous le titre « Uno del montón ».
Il fut également actif, à nouveau sous le pseudonyme d’Accorde, comme critique de théâtre, auquel titre il sut notamment reconnaître le talent de Lola Flores.
À l’occasion de ses « Noces d’or » avec le journalisme en juin 1953, Francisco Franco lui décerna la Grand-croix du mérite civil et Gabriel Arias-Salgado, ministre de l’Information et du Tourisme, l’honora du titre de « journaliste d’honneur ».
Ruiz Albéniz n’arrêta pas d’écrire jusqu’à huit jours avant sa mort. Ses funérailles, où les autorités franquistes étaient représentées par plusieurs ministres et par le maire de Madrid, attirèrent une foule nombreuse. Étaient présents également l’ancien ministre Ramón Serrano Suñer, plusieurs hautes personnalités de la presse espagnole, ainsi que Gregorio Marañón, Juan March, Luca de Tena, etc.

## Récompenses
- Prix Rodríguez Santamaría (1946)[6].
- Periodista de Honor (Journaliste d’honneur, 1953).

## Œuvre
Ruiz Albéniz était un auteur prolifique, ayant écrit, à partir de 1910 et jusqu’à 1950, plusieurs milliers d’articles de presse parus dans différents périodiques espagnols. Il publia d’autre part plus d’une trentaine d’ouvrages, parmi lesquels quelques romans.

### Ouvrages et chroniques
- La campana del Rif. La verdad de la guerra, Madrid, Establecimiento tipográfico y editorial, 1909, 96 p.
- El Riff: estudio de un español en el Norte africano, Madrid, Imprenta de Juan Fueyo, 1912, 339 p.
- España en África, 1921.
- La situación actual de España en Marruecos, 1921.
- España en el Rif (1908-1921) : estudios del indígena y del país, nuestra actuación de doce años, la guerra del veintiuno, Madrid, Biblioteca Hispania, 1921, 306 p. (pagination correspondant à la rééd. 2007 par Ciudad Autónoma de Melilla, Consejería de Cultura y Festejos  (ISBN 978-8495110527)).
- Las responsabilidades del desastre. Ecce homo: prueba documental y aportes inéditos sobre las causas del derrumbamiento y consecuencias de él, Madrid, Biblioteca nueva, 1922, 539 p.
- La actuación de España en Marruecos, 1923.
- Tánger y la colaboración francoespañola, 1924.
- La colonización española en Marruecos, 1927.
- Monografía sobre colonización rural en Marruecos español, Madrid, Imprenta Sáez Hermanos, 1930, 259 p.
- Héroes de España: el Caudillo, S.E.D. Francisco Franco Bahamonde, Avila, Siginario Díaz, 1937.
- El cerco de Madrid, Valladolid, Librería Santarén 1938, coll. « Las Crónicas de El Tebid Arrumi », 1938, 253 p.
- La conquista de Vizcaya, Valladolid, Librería Santarén, coll. « Las Crónicas de El Tebid Arrumi », 1938, 284 p. (volume des  Crónicas de Guerra)
- Navarra se incorpora, Madrid, Ediciones España, coll. « Biblioteca infantil, La Reconquista de España », 1939, 61 p.
- La proeza del Estrecho de Gibraltar, Madrid, Ediciones España, coll. « Biblioteca infantil, La Reconquista de España », 1939, 61 p.
- Así empezó el movimiento salvador, Madrid, Ediciones España, coll. « Biblioteca infantil, La Reconquista de España », 1939, 62 p.
- Por amar bien a España: tres cuentos de guerra para niños españoles, Madrid, Juventud, coll. « El Tebid Arrumi », 1939, 115 p. (illustré).
- La conquista de Vizcaya, Valladolid, Librería Santarén, coll. « Las Crónicas de El Tebid Arrumi », 1938, 284 p.
- Campañas del Jarama y el Tajuña, Valladolid, Librería Santarén, coll. « Las Crónicas de El Tebid Arrumi », 1938, 162 p.
- Campaña de Santander, Valladolid, Librería Santarén, coll. « Las Crónicas de El Tebid Arrumi », 1938, 174 p.
- ¡Asturias, por España!, Madrid, Editorial Nueva España, coll. « Las Crónicas de El Tebid Arrumi », 1939, 219 p.
- Pérdida y reconquista de Teruel (Batalla del Alfambra), 1939.
- Pérdida y reconquista de Teruel (Batalla del Alfambra): noviembre del 37 a febrero del 38, Ediciones Españolas, S.A., coll. « Las Crónicas de El Tebid Arrumi », 1939, 334 p.
- Leones en el Guadarrama, Madrid, Ediciones España, coll. « Las Crónicas de El Tebid Arrumi », 1940, 62 p.
- Oviedo, la muy heroica, Madrid, Ediciones España, coll. « Biblioteca infantil, La Reconquista de España », 1940, 62 p.
- En Álava hubo un Villarreal, Madrid, Ediciones España, coll. « Biblioteca infantil, La Reconquista de España », 1941, 162 p.
- ¡Aquel Madrid…! (1900-1914), Madrid, Ayuntamiento de Madrid, Sección de Cultura e Información / Artes Gráficas Municipales, 1944, 322 p. (avec des illustrations d’Antonio Casero Sanz).

### Romans
- La carga de Taxdirt, Madrid, El Libro Popular, 1914 (court roman, illustrations de Marín).
- Bu-Suifa (court roman), 1910.
- ¡Kelb Rumi!: la novela de un español cautivo de los rifeños en 1921, Madrid, Libreria y Editorial Rivadeneyra, 1922, 304 p.
- Lala-Mariem. Novela dialogada del Gran Atlas, 1930.